# یوتا کیشی
یوتا کیشی (انگلیسی: Yuta Kishi؛ زادهٔ ۲۹ سپتامبر ۱۹۹۵) بازیگر اهل ژاپن است. وی از سال ۲۰۰۹ میلادی تاکنون مشغول فعالیت بوده‌است.